# Präfektur Skhirate-Témara

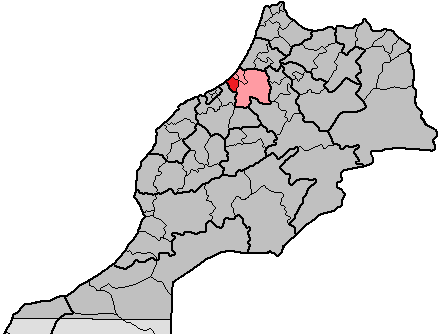
Präfektur Skhirate-Témara in der Region Rabat-Salé-Kénitra

Skhirate-Témara (arabisch عمالة الصخيرات - تمارة, marokkanisches Tamazight ⵝⵎⴰⵕⴰ) ist eine 1081 km² große Präfektur mit insgesamt 574.543 Einwohnern im Westen Marokkos im Vorortbereich der Hauptstadt Rabat. Sie gehört seit der Verwaltungsreform von 2015 zur Region Rabat-Salé-Kénitra (davor Rabat-Salé-Zemmour-Zaer).

## Größte Orte
| Gemeinde     | Einwohner 1994 | Einwohner 2004 | Einwohner 2014 | Einwohner 2024 |
| ------------ | -------------- | -------------- | -------------- | -------------- |
| Témara       | 130.793        | 225.497        | 313.510        | 297.098        |
| Skhirat      | 29.599         | 43.025         | 59.775         | 122.705        |
| Aïn el Aouda | 13.708         | 25.105         | 49.816         | 98.502         |
| Aïn Attig    | 15.513         | 17.688         | 25.078         | 73.985         |
| Harhoura     | 6.386          | 9.245          | 15.361         | 20.905         |